# Collections nationales d'ethnographie de Saxe
Les Collections nationales d'ethnographie de Saxe (Staatliche Ethnographische Sammlungen Sachsen) sont composées de trois musées situés dans différentes villes de Saxe, en Allemagne.
- À Dresde : le Musée d'ethnologie de Dresde 'Museum für Völkerkunde Dresden), situé dans le Palais Japonais (Japanisches Palais).
- À Leipzig : le Musée Grassi d'ethnologie (Grassi Museum für Völkerkunde)
- À Herrnhut : le Musée d'ethnologie de Herrnhut (Völkerkundemuseum Herrnhut)

Cet ensemble a été formé en 2004 et est sous la protection des Collections Nationales de Dresde (Staatliche Kunstsammlungen Dresden).